# 紀元前407年
紀元前407年（きげんぜん407ねん）は、ローマ暦の年である。
当時は、「メドゥリヌス、ウイブラヌス、ウオルスス、マメルキヌス、アハラが執政武官に就任した年」として知られていた（もしくは、それほど使われてはいないが、ローマ建国紀元347年）。紀年法として西暦（キリスト紀元）がヨーロッパで広く普及した中世時代初期以降、この年は紀元前407年と表記されるのが一般的となった。

## 他の紀年法
- 干支 : 甲戌
- 日本
  - 皇紀254年
  - 孝昭天皇69年
- 中国
  - 周 - 威烈王19年
  - 秦 - 簡公8年
  - 晋 - 烈公9年
  - 楚 - 声王元年
  - 斉 - 宣公49年
  - 燕 - 簡公8年
  - 趙 - 烈侯2年
  - 魏 - 文侯39年
  - 韓 - 景侯2年
- 朝鮮
  - 檀紀1927年
- ベトナム :
- 仏滅紀元 : 138年
- ユダヤ暦 : 3354年 - 3355年

## できごと

### ギリシア
- アテナイの将軍トラシュブロスが、アブデラとタソス島を奪回した。
- スパルタの提督リュサンドロスは、エペソスから誘い出されてアルキビアデスと戦うことを拒んだ。しかし、補給物資の調達のためにアルキビアデスが現場を離れ、側近の操舵手アンティオコスが艦隊の指揮を預かっていた隙に、スパルタ艦隊は小キュロス率いるアケメネス朝ペルシア帝国の艦隊の応援も得て、ノティオンの海戦（Battle of Notium、エペソスの海戦とも）でアテナイ艦隊を殲滅した。
- この敗北は、アルキビアデスの政敵に、アルキビアデスの指揮権を剥奪する口実を与えた。アルキビアデスはアテナイを離れ、2度と帰還しなかった。アルキビアデスは、トラキケ・ケルソネソス（Thracian Chersonese、「トラキアの半島」の意、現在のガリポリ（ゲルポリ）半島）にあった所領を目指し、船で北へ向かった。後のアイゴスポタモイの海戦（紀元前405年）に短時間だけ参戦したことを除けば、アルキビアデスのペロポネソス戦争への関わりは、これで終わった。

### シチリア
- 追放されていたシュラクサイの穏健民主派のかつての指導者ヘルモクラテスが、シュラクサイへ帰還しようとして、殺された。

## 誕生
- スペウシッポス (Speusippus) - ギリシアの哲学者（紀元前339年没）

## 死去
- ヘルモクラテス - シュラクサイの穏健民主派の指導者